# Буревестник (Арзамасский район)
Буреве́стник — посёлок в Арзамасском районе Нижегородской области. Входит в состав Кирилловского сельсовета. Окружён лесами, есть озеро. Дорога к селу не асфальтирована, в самом селе так же нет асфальтированных дорог.

## Население
| 2002 | 2010 |
| ---- | ---- |
| 3    | ↘1   |